# Damien Mascret
Damien Mascret est un médecin et journaliste français, auteur de plusieurs ouvrages de vulgarisation médicale. Il est le principal intervenant dans le domaine médical sur France Télévisions.

## Biographie
Médecin généraliste et sexologue, il est également diplômé de l'École supérieure de journalisme de Lille. Il a travaillé pour la presse médicale (Impact médecine, Le Généraliste) puis pour Europe 1 dans l’émission de Jean-Marc Morandini et Le Figaro. 
Il publie en 2004 Le Malade n'est pas un numéro en collaboration avec Patrice Queneau. Il est journaliste à France Télévisions. Il publie en 2007 avec Maïa Mazaurette La Revanche du clitoris, qui traite principalement du plaisir féminin. À l'occasion de la pandémie de Covid-19 en 2020 et 2021, il intervient régulièrement en direct au journal de 20 heures de France 2 pour répondre aux questions des téléspectateurs. Il apparaît également sur la plateforme Twitch le 22 janvier 2021 au cours d'un stream avec Samuel Étienne, afin de répondre aux questions des internautes sur des problématiques liées à la Covid-19, principalement autour de la campagne de vaccination en France.

## Publications
- 2004 : Le Malade n'est pas qu'un numéro, en coll. avec Patrice Queneau, Ed. Odile Jacob  (ISBN 978-2738113887)
- 2007 : La Revanche du clitoris, en coll. avec Maïa Mazaurette, Ed. La Musardine  (ISBN 978-2842717674)
- 2007 : Ministre - Un an dans les pas de Xavier Bertrand, Ed. de Santé
- 2009 : Peut-on être romantique en levrette?, en coll. avec Maïa Mazaurette, Ed. La Musardine  (ISBN 9782842714406)
- 2016 : Dico-guide de votre santé, Leduc.S Editions  (ISBN 9791028502089)

## Prix
- Prix Claudine-Escoffier-Lambiotte de la Fondation pour la recherche médicale (2014)[8].